# Pirkko Mattila
Pirkko Mattila, född 2 april 1964 i Överijo, är en finländsk politiker (Blå framtid, tidigare Sannfinländarna). Hon var ledamot av Finlands riksdag 2011–2019 och Finlands social- och hälsovårdsminister 2016–2019.
Mattila omvaldes i riksdagen i riksdagsvalet 2015 med 6 570 röster från Uleåborgs valkrets.

## Utmärkelser
- Norska förtjänstordens storkors,  2016[2]
- Krigsinvalidernas förtjänstkors[3]

[Redigera Wikidata]